# Liste des horloges astronomiques de Tchéquie
Cet article recense les horloges astronomiques de Tchéquie.

## Liste
| Édifice                                                         | Localité         | Région         | Date       | Notes           | Coordonnées                       | Illus. |
| --------------------------------------------------------------- | ---------------- | -------------- | ---------- | --------------- | --------------------------------- | ------ |
| Tour noire                                                      | České Budějovice | Bohême-du-Sud  |            | Horloge lunaire | 48° 58′ 32″ nord, 14° 28′ 32″ est |        |
| Horloge astronomique de Martin Chaloupka                        | Kryštofovo Údolí | Liberec        | 2006–2008  |                 | 50° 46′ 23″ nord, 14° 55′ 55″ est |        |
| Ancien hôtel de ville                                           | Litomyšl         | Pardubice      | 1907       |                 | 49° 52′ 15″ nord, 16° 18′ 38″ est |        |
| Ancien hôtel de ville et son horloge astronomique               | Prague           | Prague         | 1410       |                 | 50° 05′ 13″ nord, 14° 25′ 15″ est |        |
| Hôtel de ville (cs) et son horloge astronomique                 | Olomouc          | Olomouc        | XVe siècle |                 | 49° 35′ 38″ nord, 17° 15′ 05″ est |        |
| Nouvel hôtel de ville (cs)                                      | Prostějov        | Olomouc        | 1910       |                 | 49° 28′ 20″ nord, 17° 06′ 33″ est |        |
| Temple du houblon et de la bière (cs) et son horloge du houblon | Žatec            | Ústí nad Labem |            |                 | 50° 19′ 26″ nord, 13° 32′ 42″ est |        |
| Observatoire astronomique de Třebíč                             | Třebíč           | Vysočina       | 2017       |                 | 49° 12′ 25″ nord, 15° 52′ 34″ est |        |